# Monterey Car Week
Pour les articles homonymes, voir Monterey, Car et Week.
Monterey Car Week (Semaine de la voiture de Monterey, en anglais) est un important salon automobile international de voiture de collection d'exception, fondé en 1950 à Monterey et environs, en Californie aux États-Unis.

## Histoire
Ce salon de la voiture d'exception de Monterey au bord de l'océan Pacifique (à environ 200 km au sud-est de San Francisco) est organisé durant une semaine d'août, avec de nombreux événements liés aux voitures d'exception.

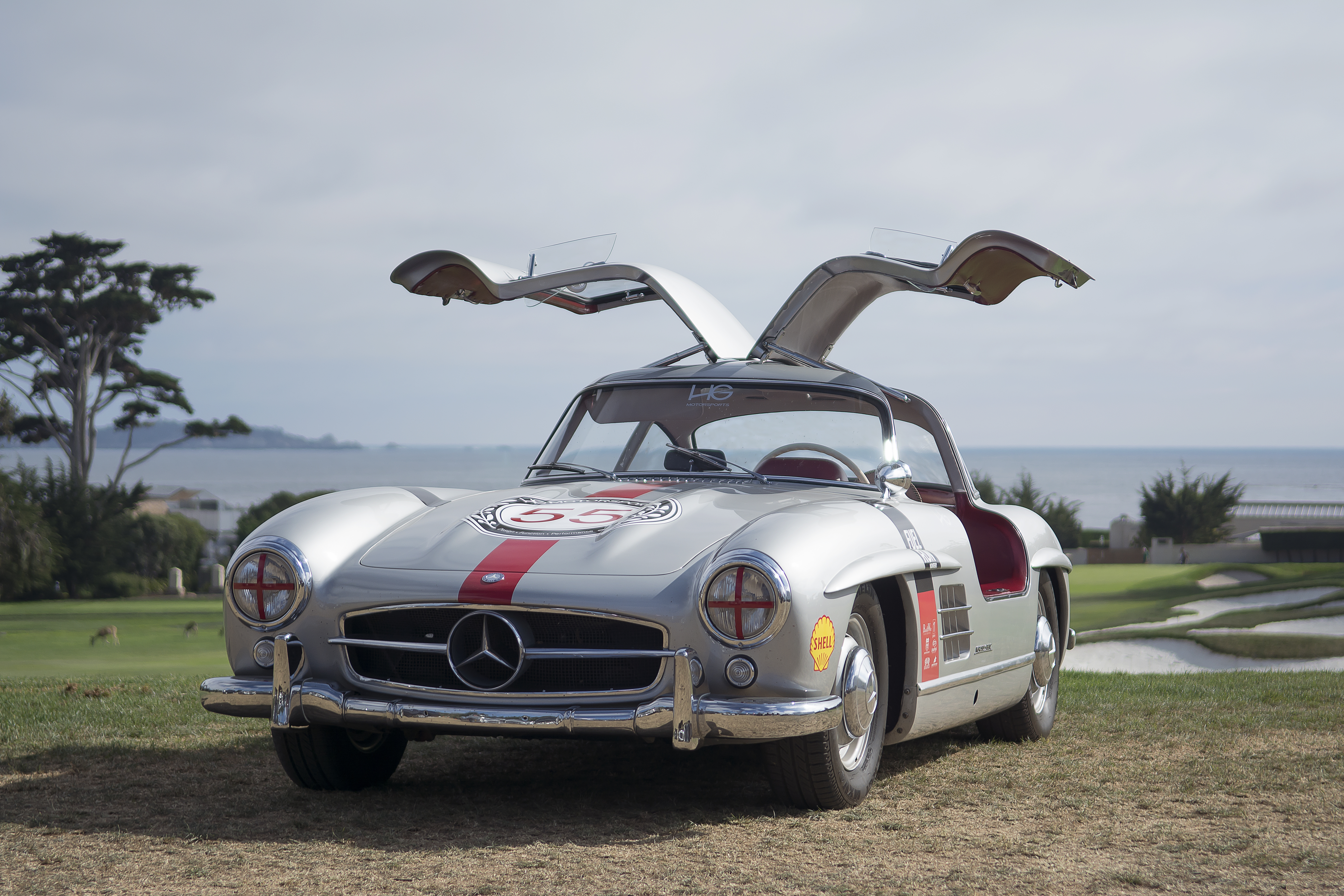
Mercedes-Benz 300 SL
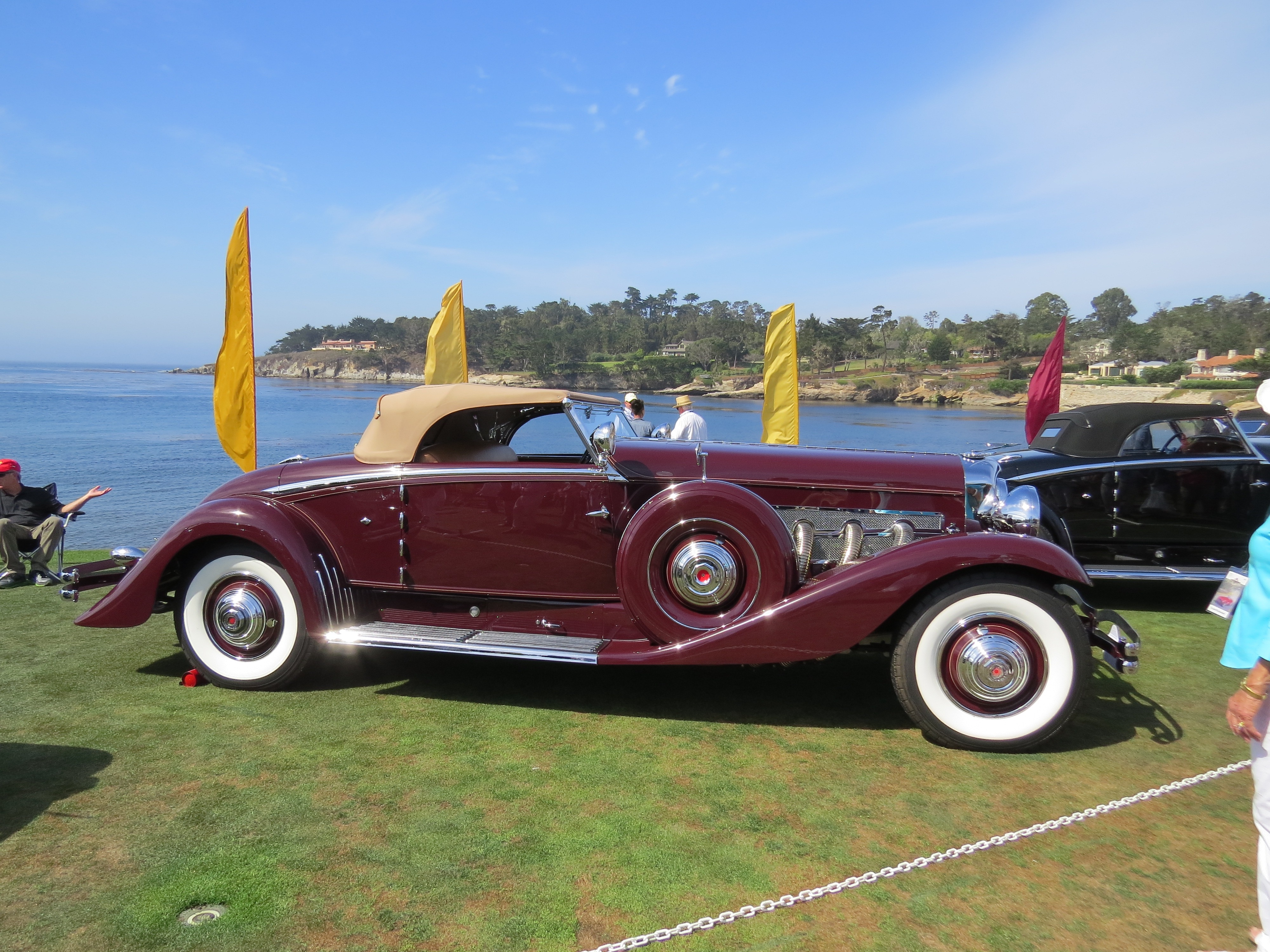
Duesenberg SJ
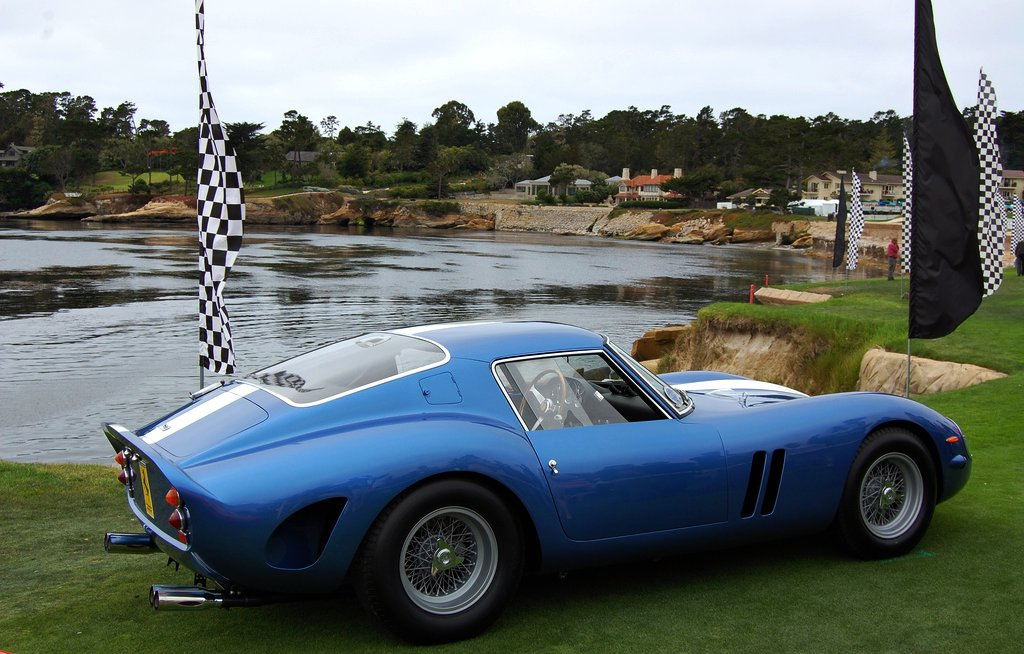
Ferrari 250 GTO

### Concours d'élégance de Pebble Beach
Le concours d'élégance de Pebble Beach a lieu le dernier dimanche de la Monterey Car Week, sur le terrain de golf Pebble Beach Golf Links de Pebble Beach. Il s’agit d’un salon automobile présentant les véhicules les plus élégants et les plus remarquables au monde. Le produit de l'exposition soutient des œuvres de bienfaisance.

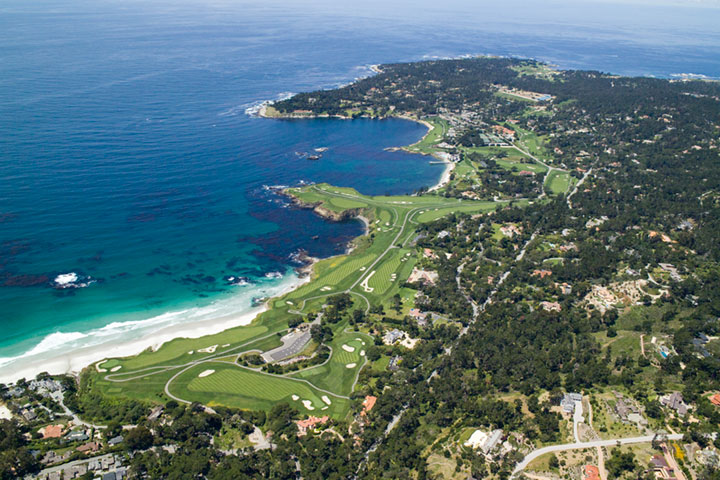
Pebble Beach Golf Links (terrain de golf) de Monterey
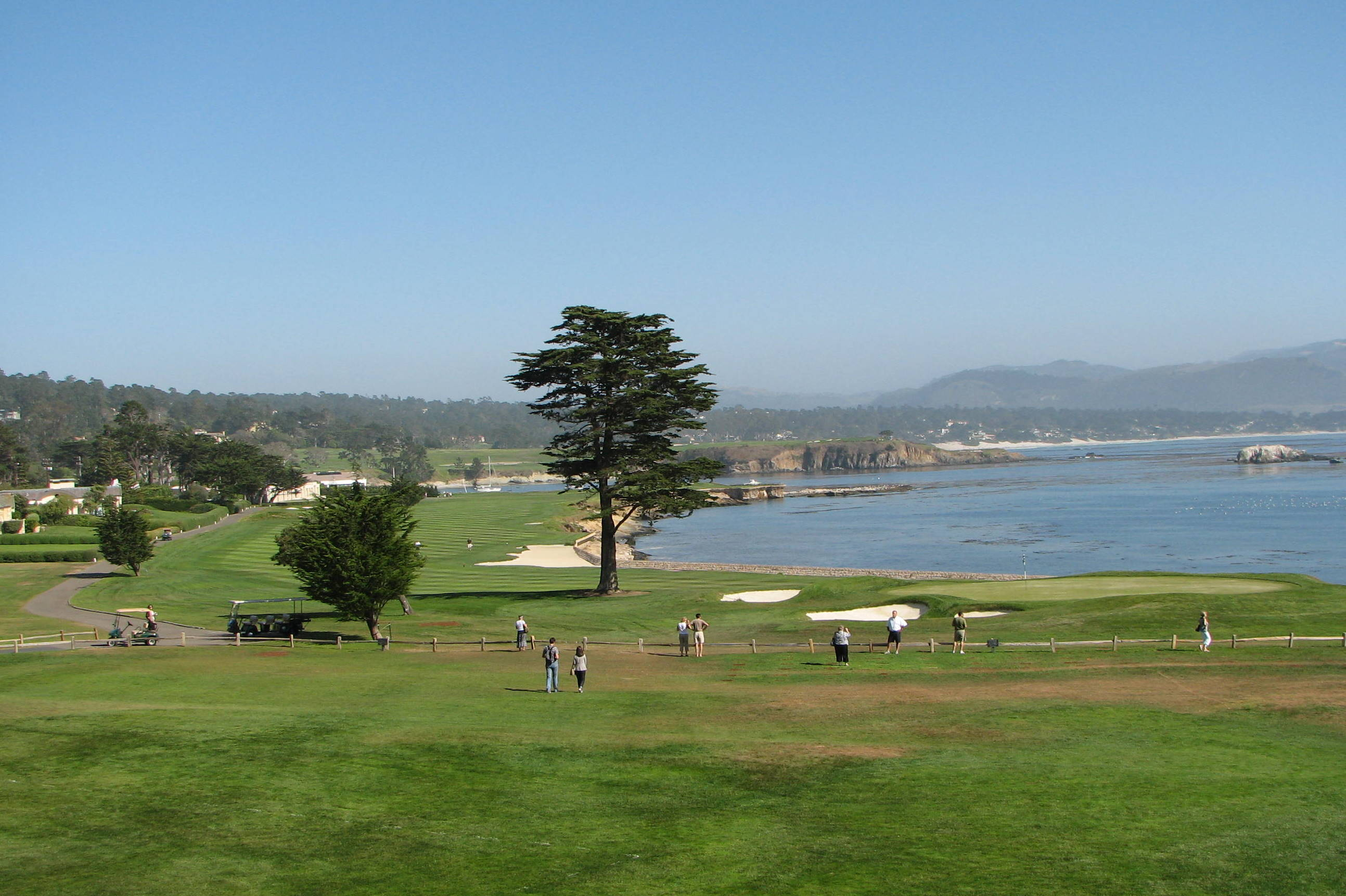
Pebble Beach Golf Links
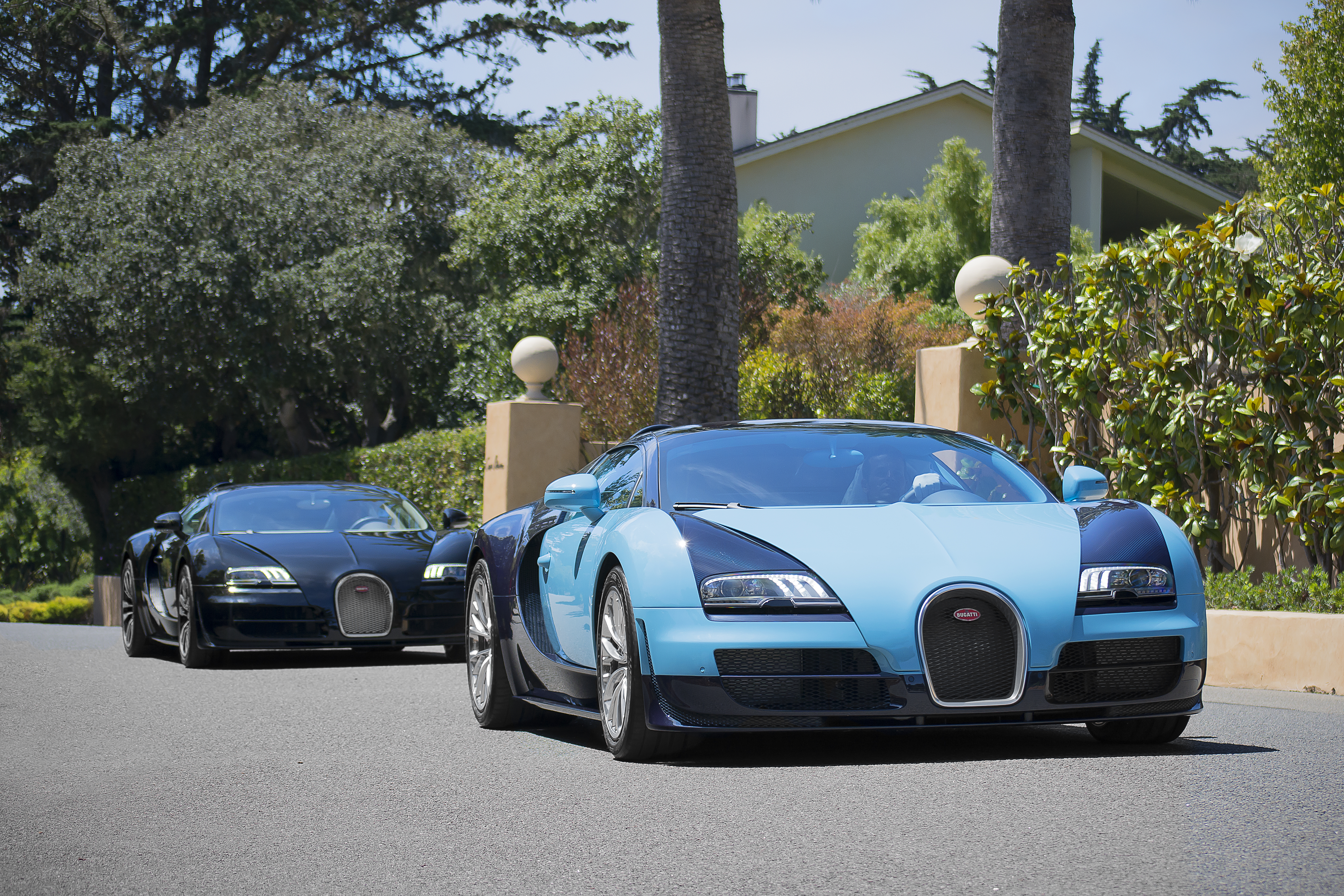
Deux Bugatti Veyron Grand Sport Vitesse Legends Editions traversant le Pebble Beach Lodge lors de  la Semaine de la Monterey Car Week de 2014.
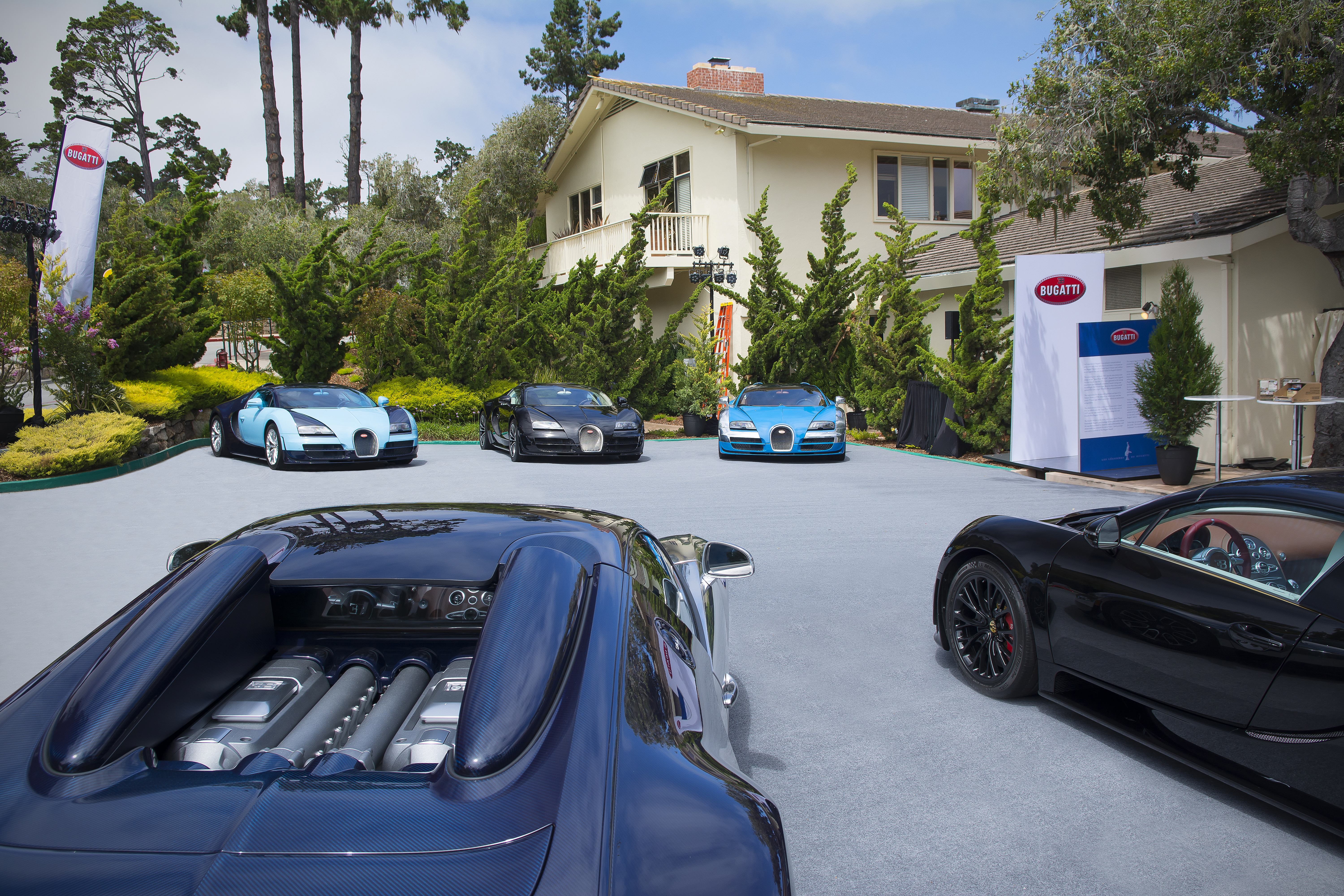
Des Bugatti Veyron Grand Sport Vitesse Legends Editions lors du Quail show pendant le Monterey Car Week de 2014.

### Rolex Monterey Motorsports Reunion
La Rolex Monterey Motorsports Reunion (en), anciennement connue sous le nom de Monterey Historics jusqu'en 2010, est une course de voitures de compétitions historiques, sponsorisée par Rolex, du dernier week-end de la Monterey Car Week sur le circuit de Laguna Seca près de Salinas et de Monterey. L'événement de quatre jours rassemble plus de 500 participants et porte généralement le nom d'une marque spécifique chaque année. Le Monterey Pre-Reunion est un événement de deux jours qui a eu lieu les samedi et dimanche précédents.

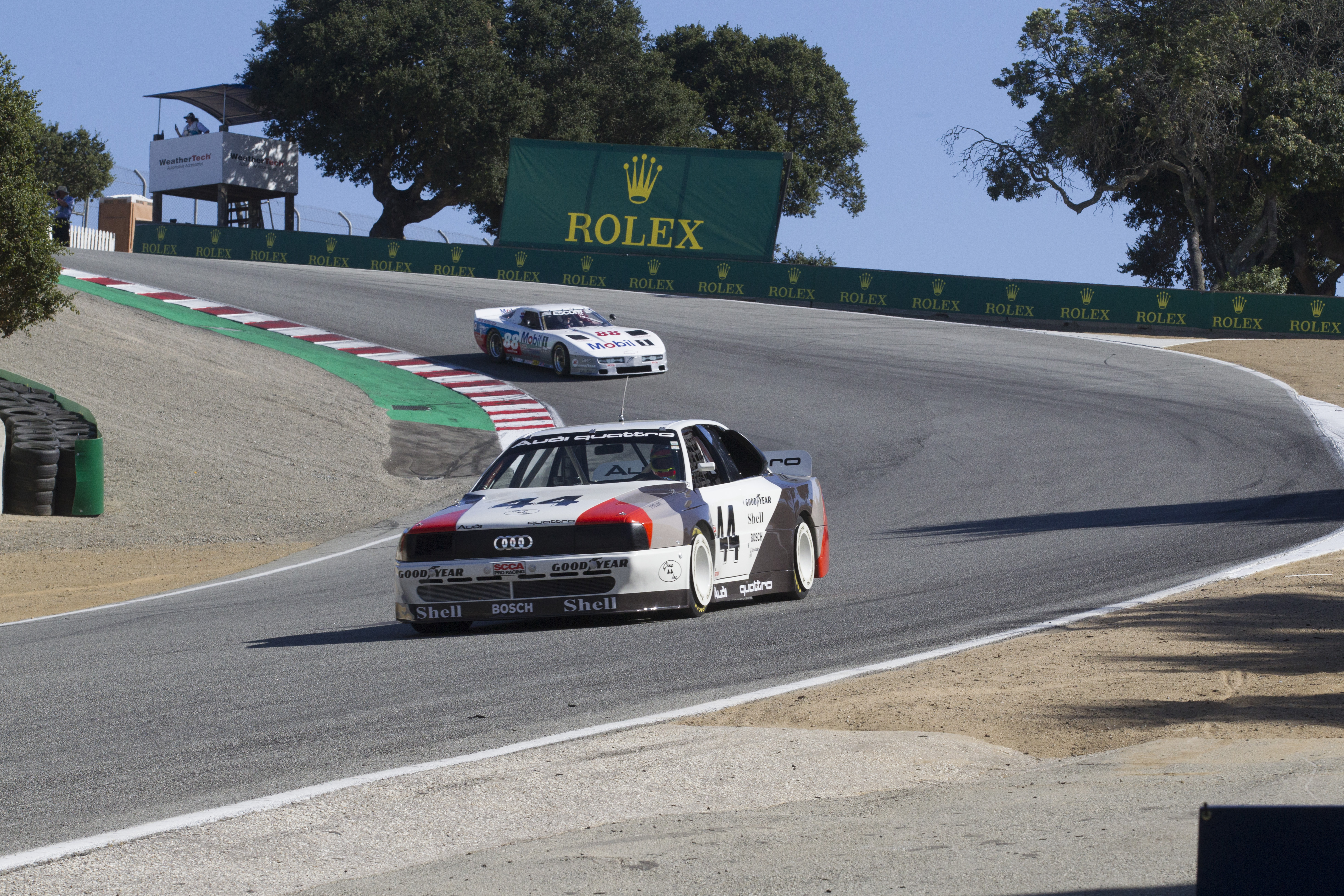
Circuit de Laguna Seca
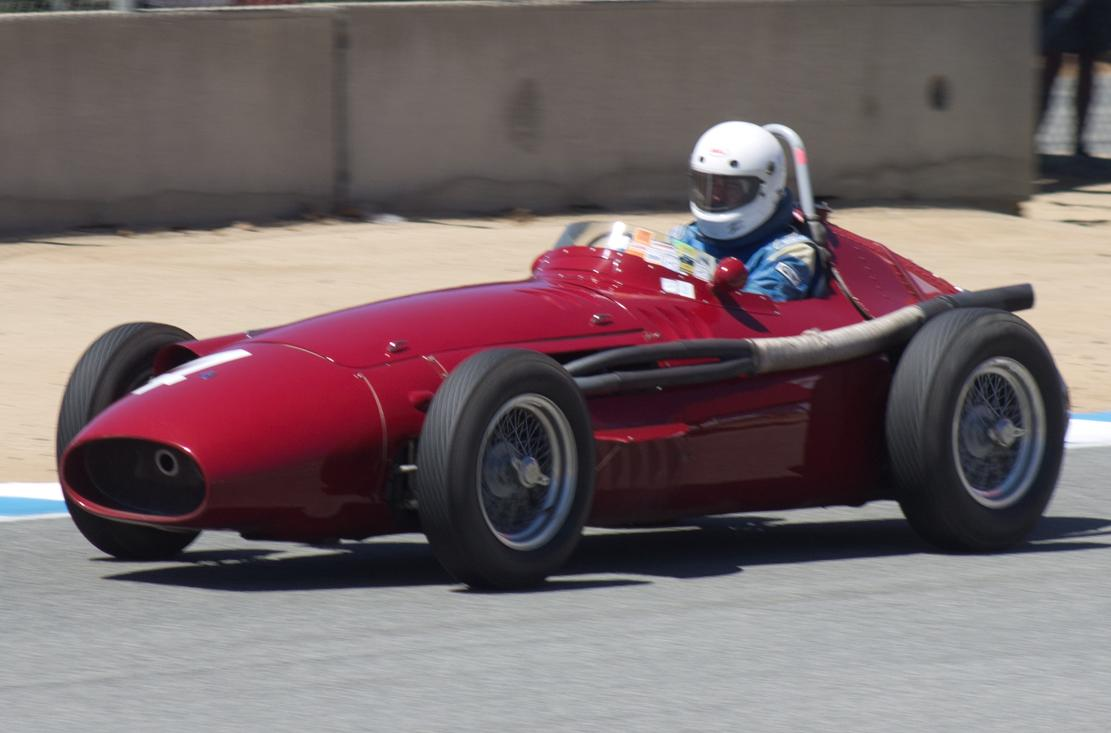
Une Maserati 250F de 1957 lors de la parade sur le circuit de Laguna Seca, lors du Monterey Motorsports Reunion de 2014.
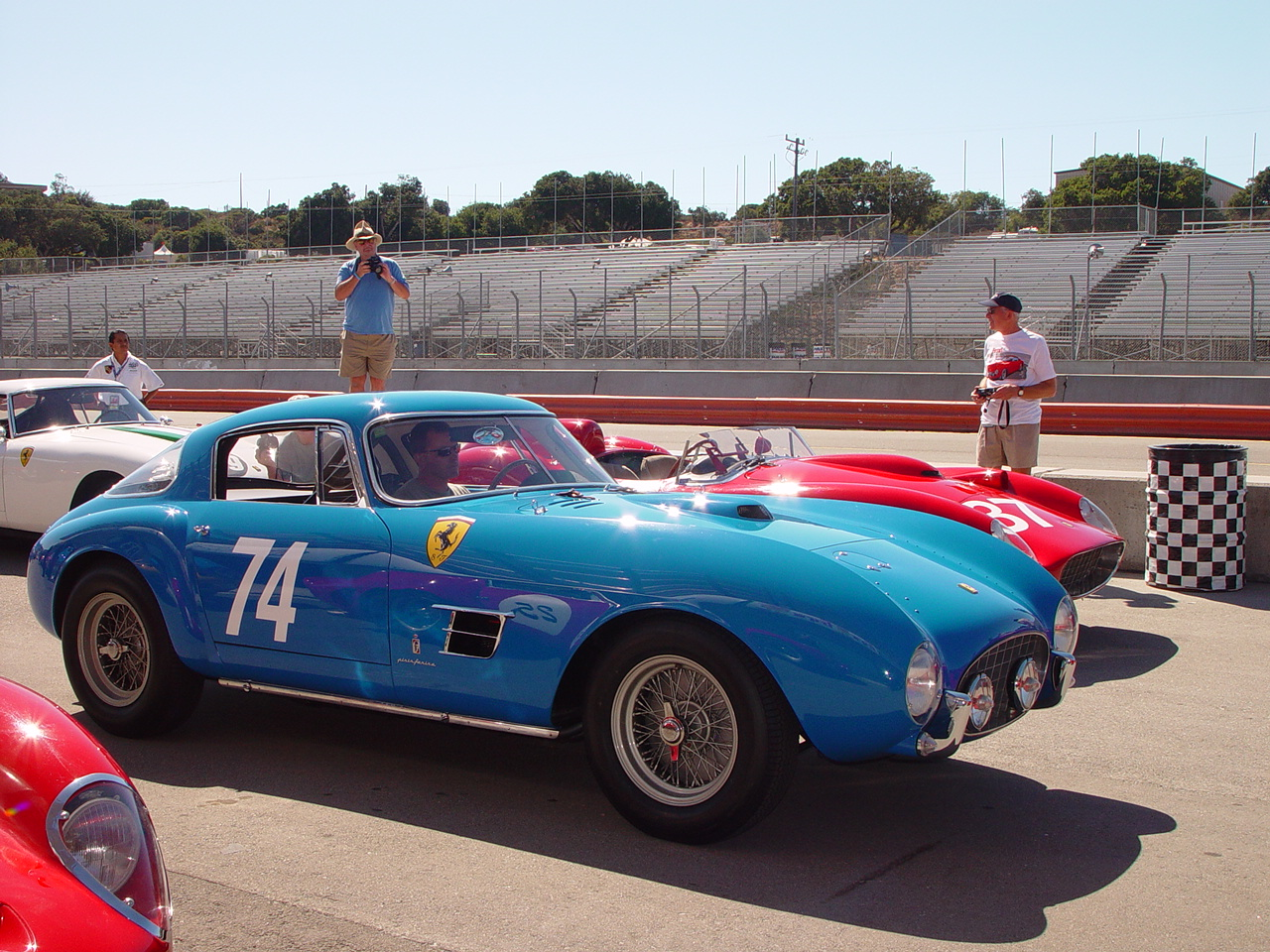
Une Ferrari 500 Mondial Pinin Farina berlinetta s/n 0452MD de 1954 à Monterey lors du "Historics Thursday Pit Tour" le 12 août 2004
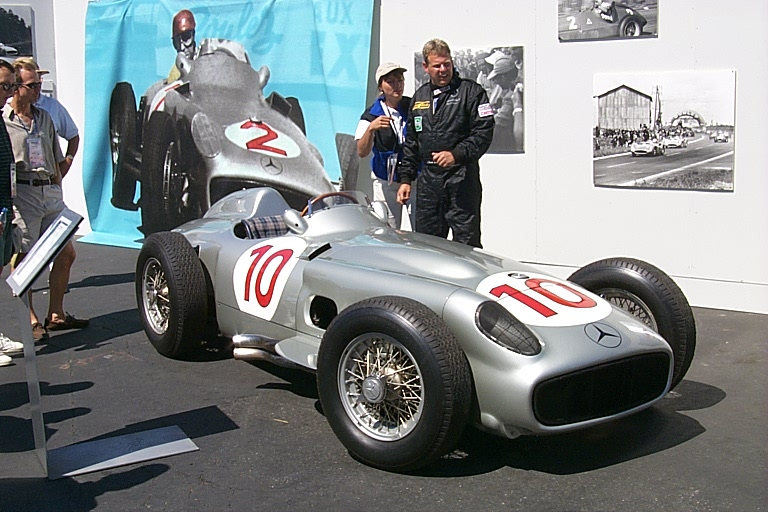
Mercedes-Benz W196 Formule 1
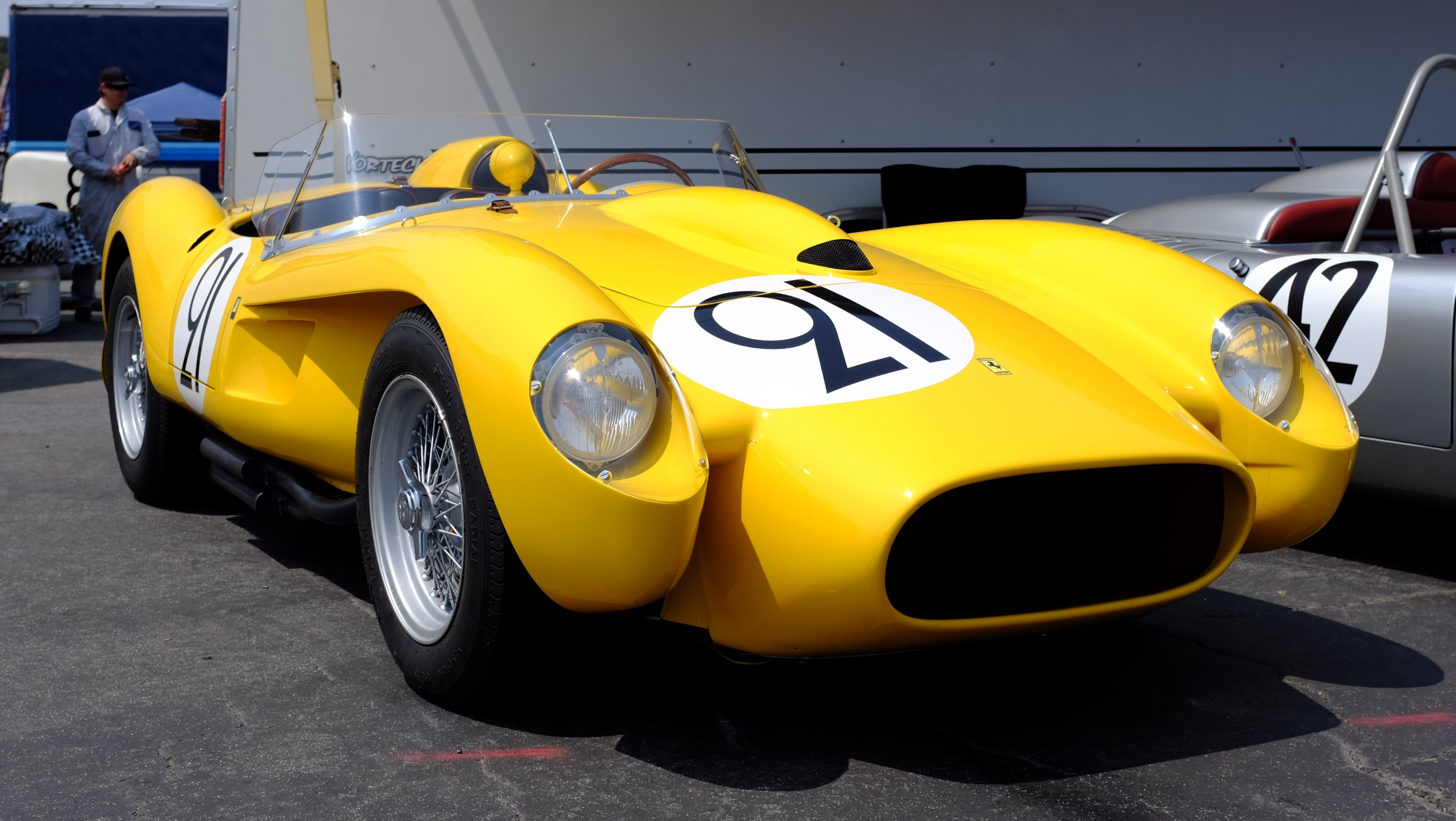
Ferrari 250 Testa Rossa (1958)

### Ventes aux enchères
Des ventes aux enchères de voitures classiques ont lieu durant la semaine à divers endroits de la Péninsule de Monterey. Elles sont organisées par des maisons de vente telles que Bonhams, RM Sotheby's, Russo and Steele (en), Gooding & Company (en), Mecum Auctions et Rick Cole Auctions. Les ventes totales en 2014 se sont élevées à 463 744 226 dollars, le prix le plus élevé étant celui atteint par une Ferrari 250 GTO de 1962 pour un montant de 38 115 000 dollars.

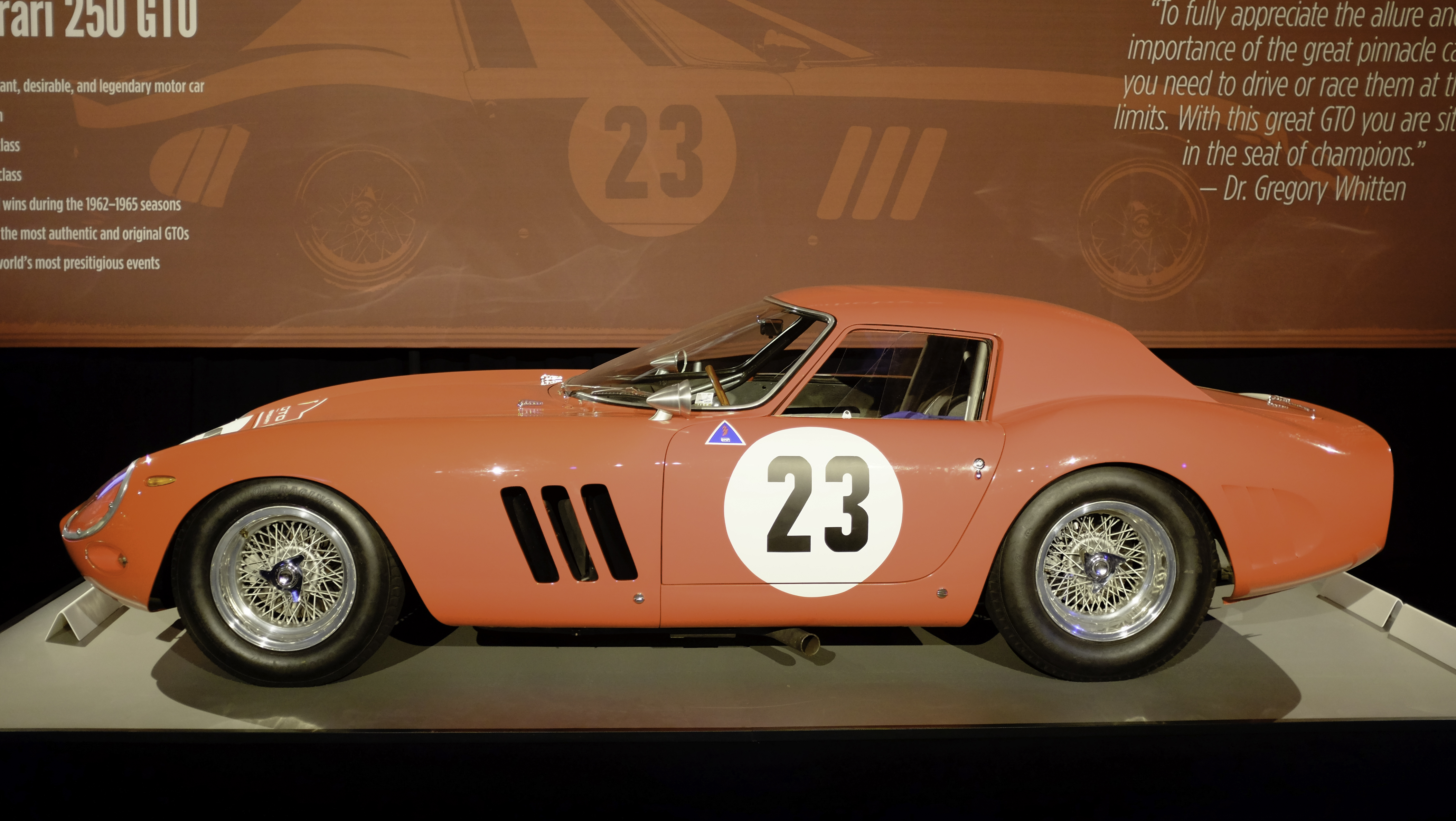
Ferrari 250 GTO, numéro de série 3413GT présentée lors des enchères RM Sotheby's de 2018 à Monterey.
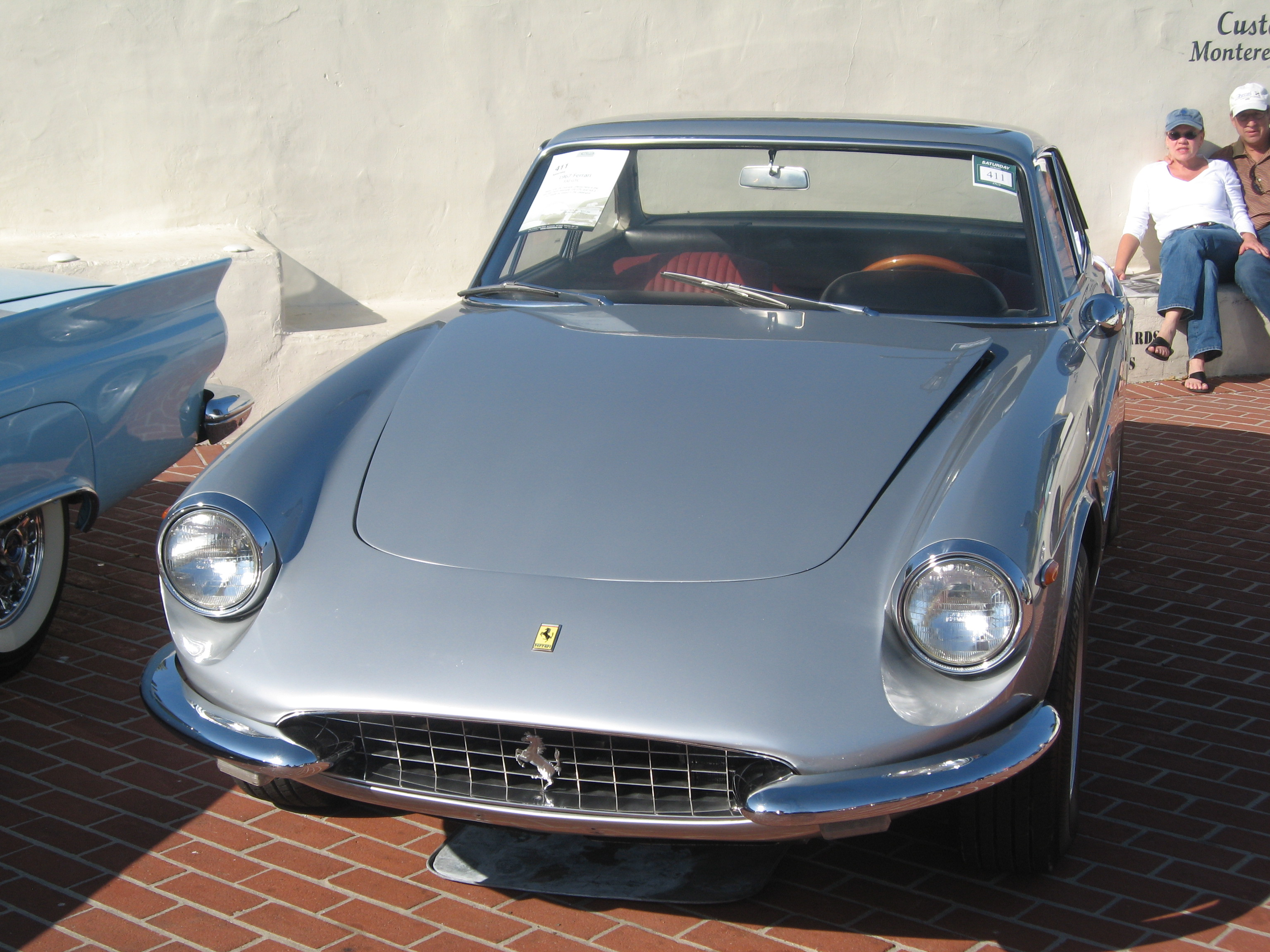
Ferrari 330 GTC
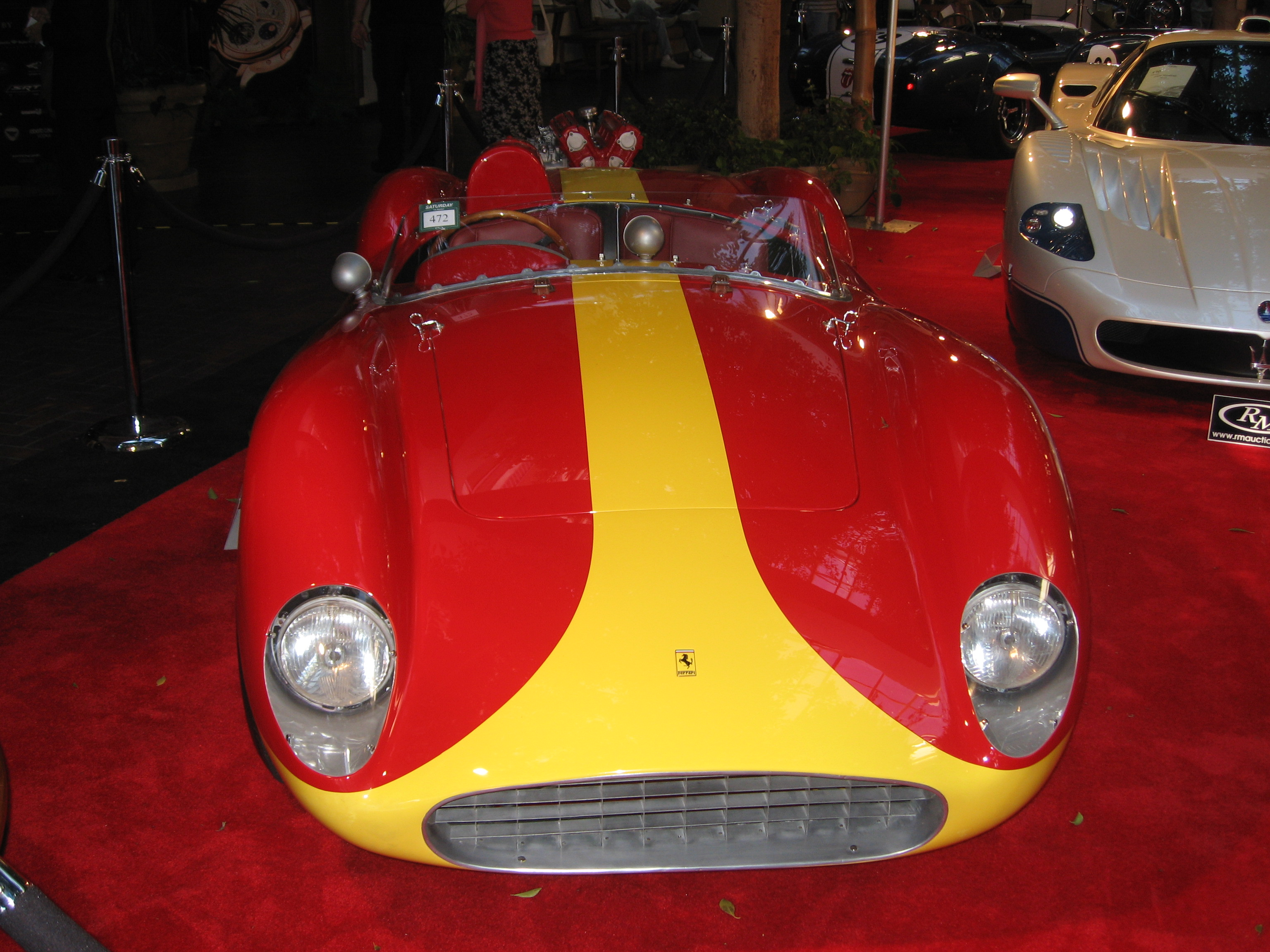
Ferrari 500 TRC de 1957 avant sa vente aux enchères par RM Auctions en août 2006
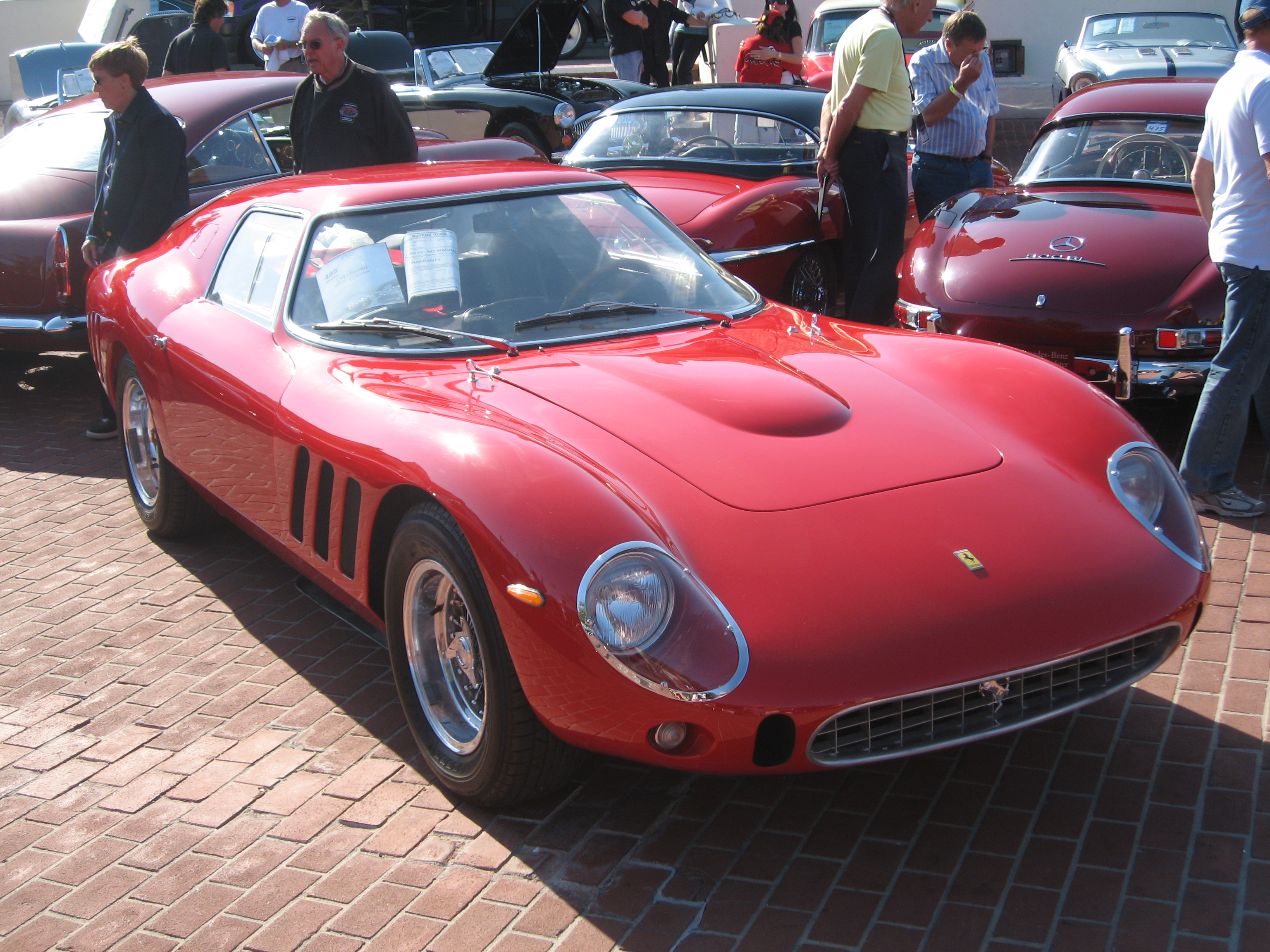
Ferrari 250 GT 2+2 "Drogo" s/n 4769GT de 1963 en août 2006 avant la vente aux enchères par RM Auctions à Monterey
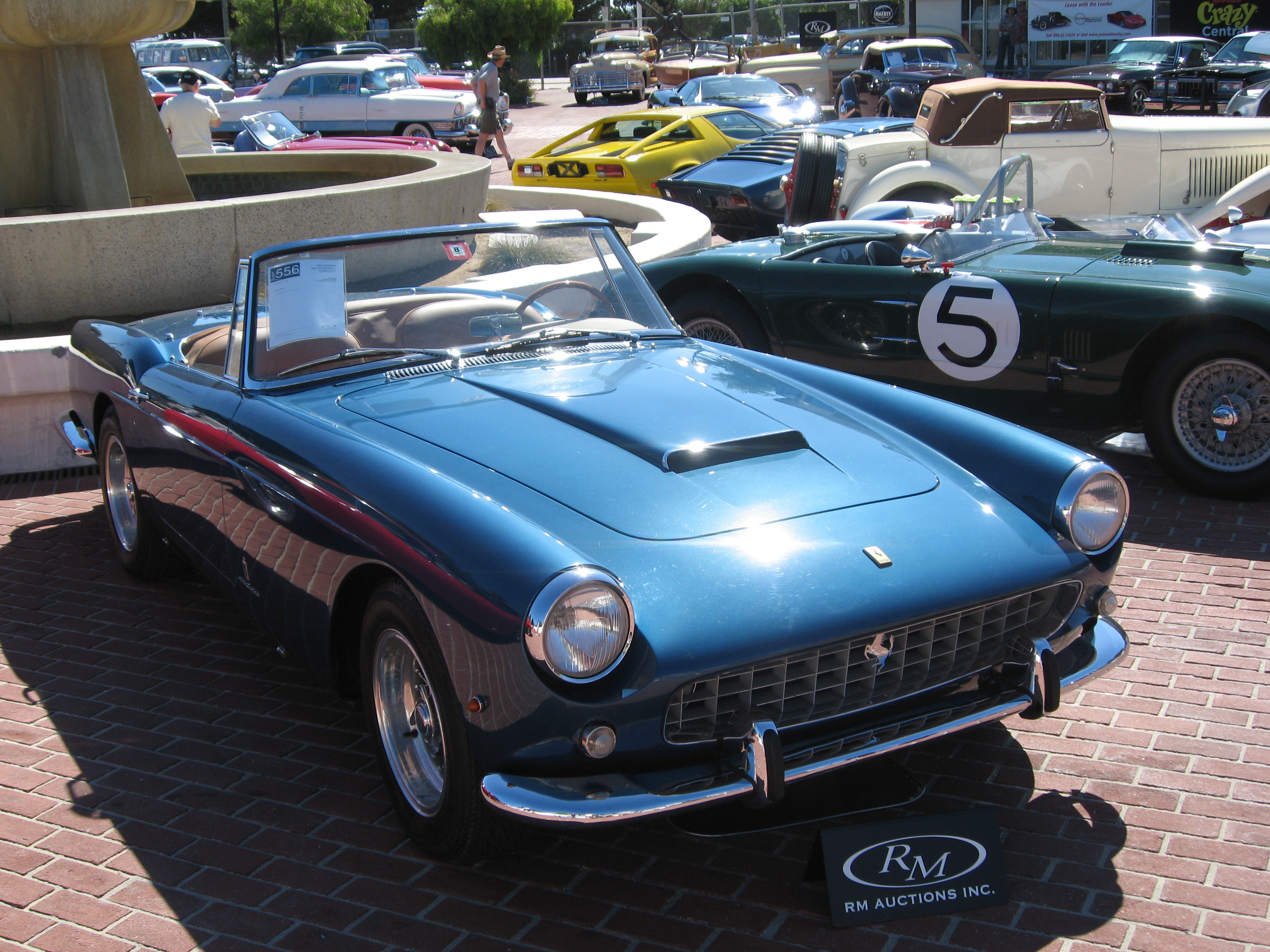
Ferrari 250 GT Cabriolet Pininfarina Series II, avant la vente aux enchères par RM Sotheby's à Monterey en 2009. Elle a finalement été adjugée à 462 000 dollars.

### Jet Center Party
Le Jet Center Party, anciennement appelé Motorworks Revival, est un événement, auquel on ne peut participer que sur invitation uniquement, organisé par Gordon McCall au Monterey Jet Center le mercredi qui précède le Concours de Pebble Beach. Il est considéré comme le coup d'envoi officieux de la semaine. Les voitures exotiques et les jets privés y sont présentés.

### Legends of the Autobahn
Le spectacle Legends of the Autobahn présente des automobiles allemandes. Cela a commencé comme un événement du BMW Car Club of America (en) et cela a pris ensuite de l’ampleur pour inclure toutes les voitures allemandes. Il y avait autrefois des Porsche, mais un événement distinct, la Porsche Werks Reunion, a été créé en 2014 en l'honneur de la prestigieuse marque de Zuffenhausen. Le spectacle Legends of the Autobahn est gratuit pour le public. Il se tient au Nicklaus Club-Monterey golf club.

### Porsche Werks Reunion
La Porsche Werks Reunion qui regroupe des Porsche, a été créée en 2014 après s'être séparée du Salon Legends of the Autobahn. Il y avait 519 voitures exposées lors de l'événement initial. C'est le Porsche Club of America qui a lancé cet événement. Il se tient au Rancho Canada Golf Club dans la vallée de Carmel-by-the-Sea.

### The Quail, A Motorsports Gathering
The Quail, A Motorsports Gathering (généralement abrégé en "Quail") est un Salon automobile limité à 200 automobiles, organisé au Quail Lodge & Golf Club. Un maximum de 3 000 billets sont vendus pour cet événement afin d'éviter les foules. Contrairement au Concours Pebble Beach, les véhicules The Quail ne sont pas jugés,.

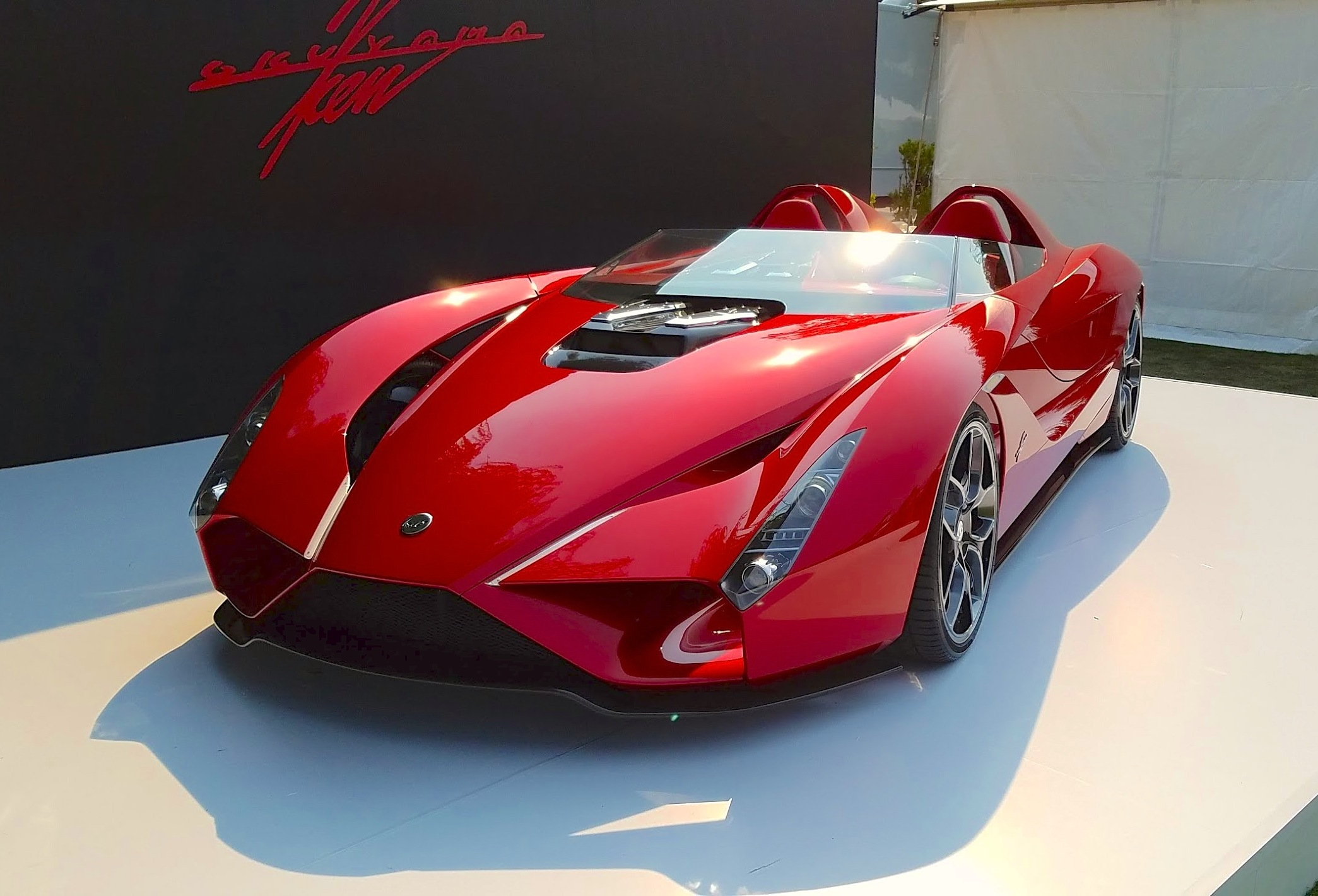
Une Kode 57 au Quail en août 2016.
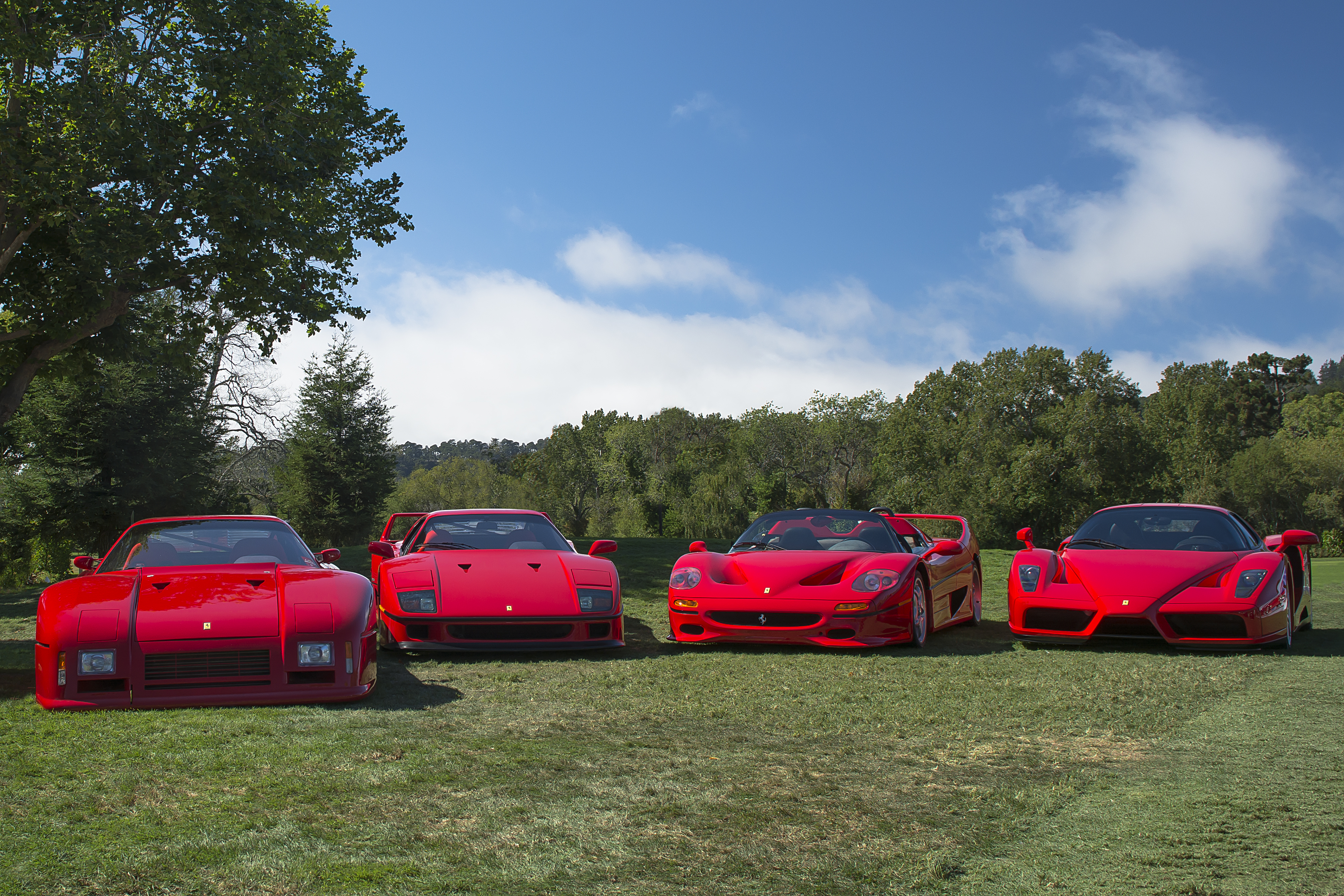
De gauche à droite une Ferrari 288 GTO Evoluzione (numéro de série 79888), une des 5 exemplaires construits, une Ferrari F40 (numéro de série 86840), une Ferrari F50 et Ferrari Enzo.
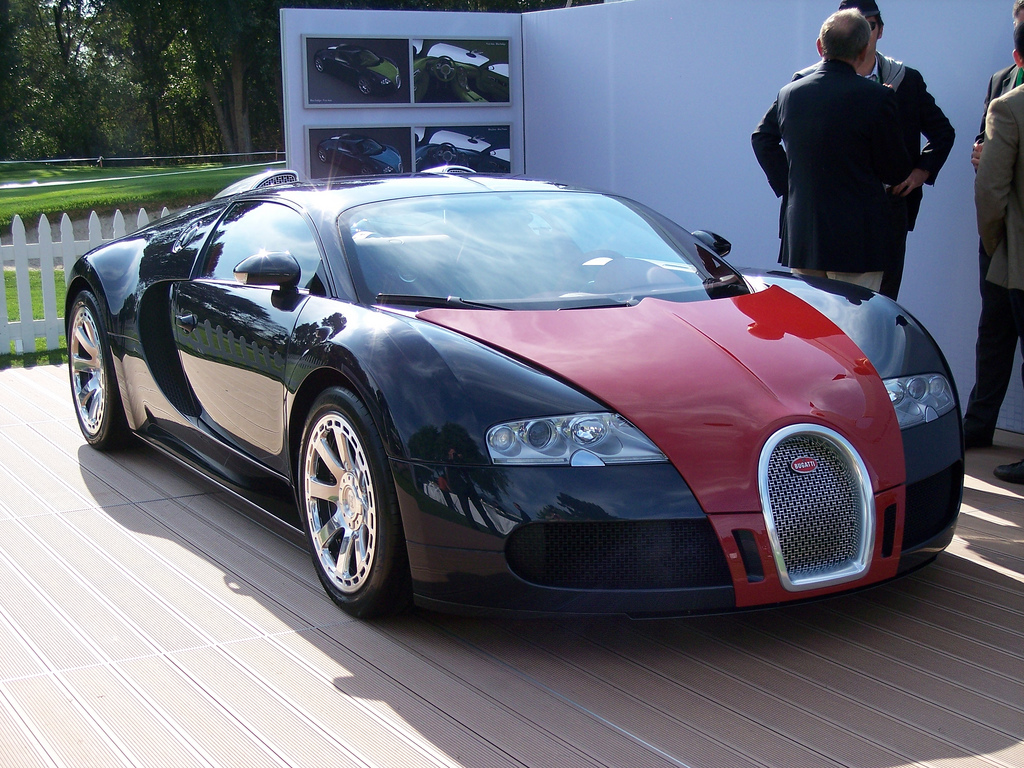
Une Bugatti Veyron Hermes lors du Quail Motorsports Gathering 2008 à Carmel.
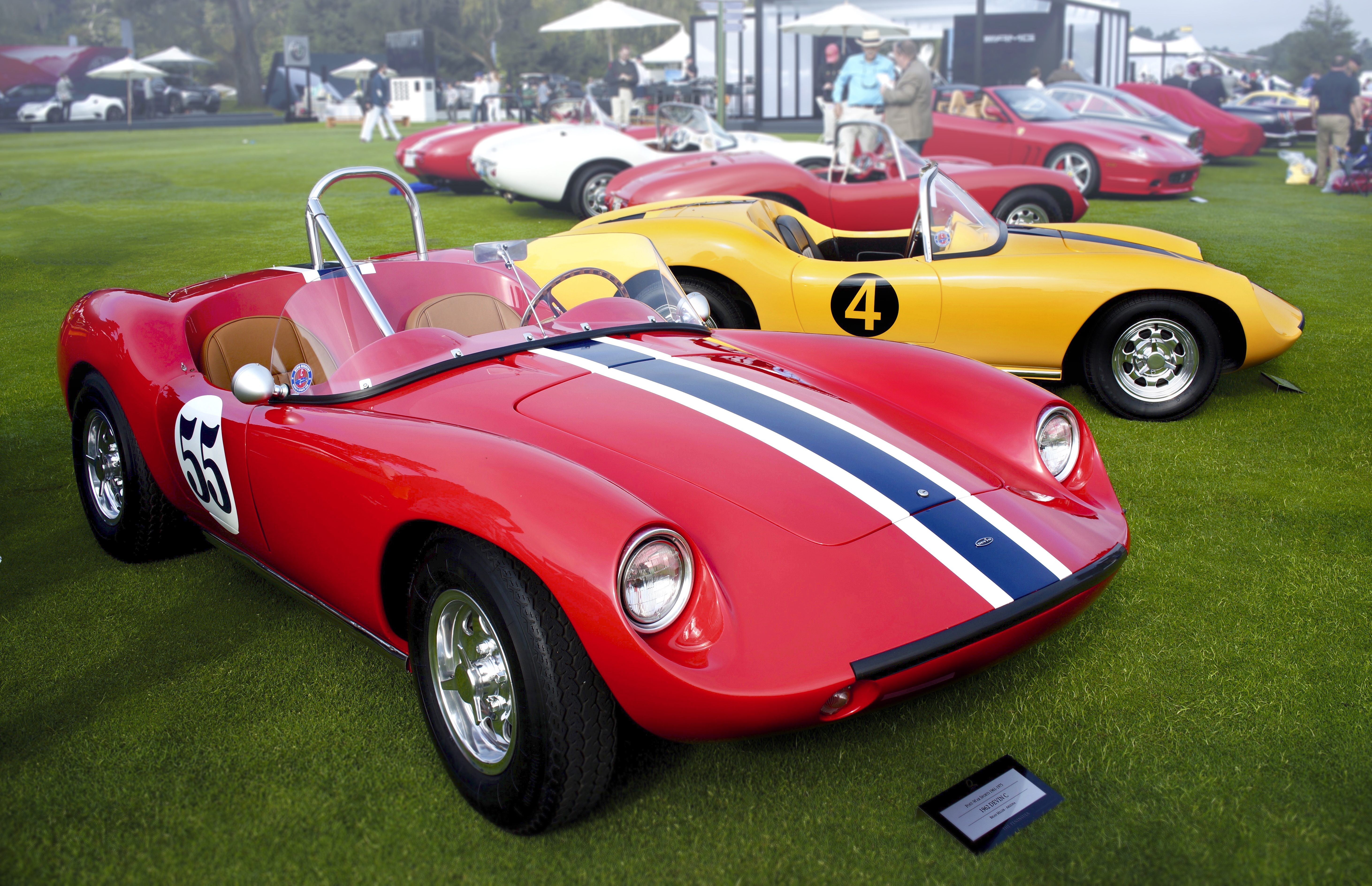
Des Devin C ont été présentées au Quail en 2017.
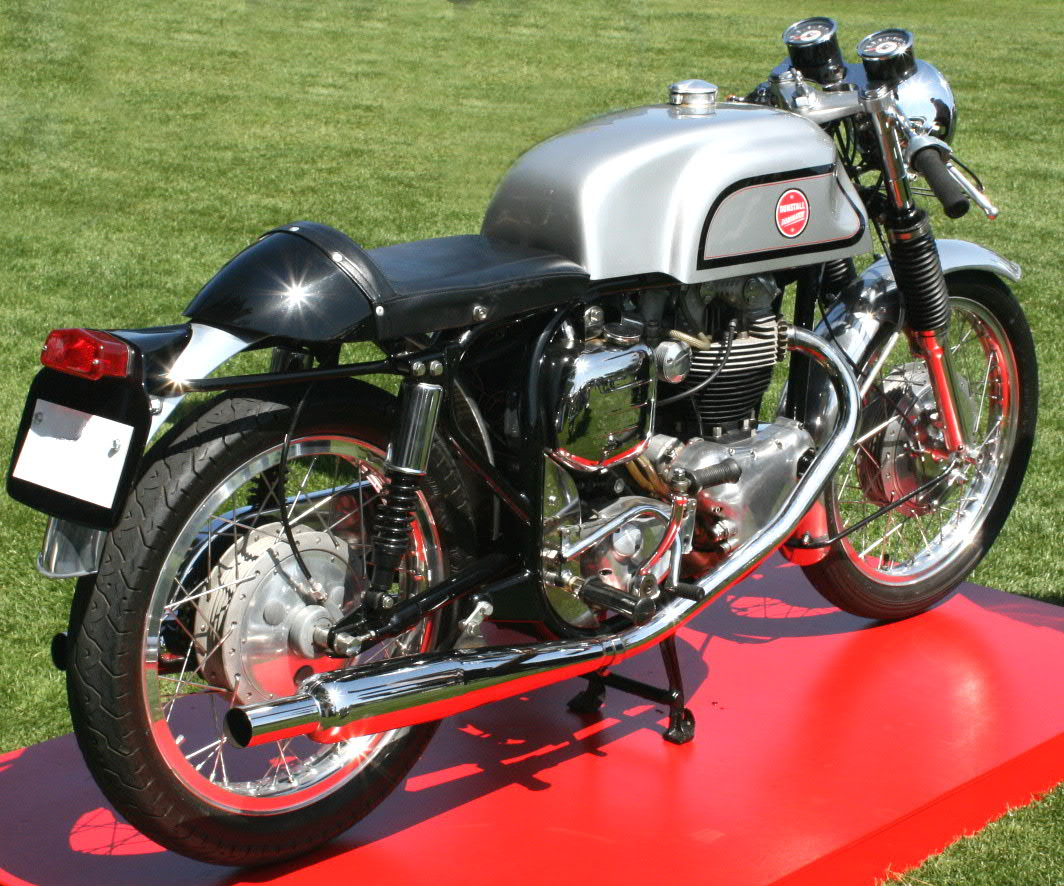
Une Dunstall Norton (en) Dominator de 1965 exposée au Quail Motorsports Gathering de 2010.

### Concorso Italiano
Le Concorso Italiano (concours italien) présente des voitures de collection italiennes d'exception, sur le terrain du club de golf Bayonet & Blackhorse de Monterey,.

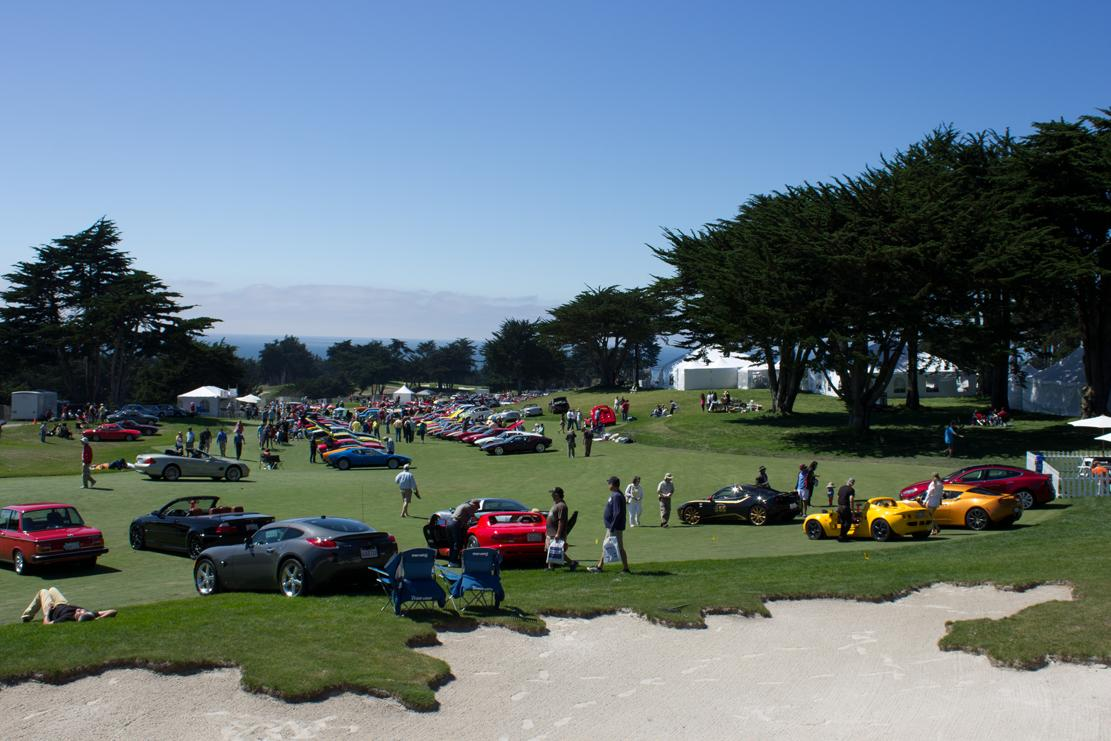
Golf Bayonet & Blackhorse de Monterey
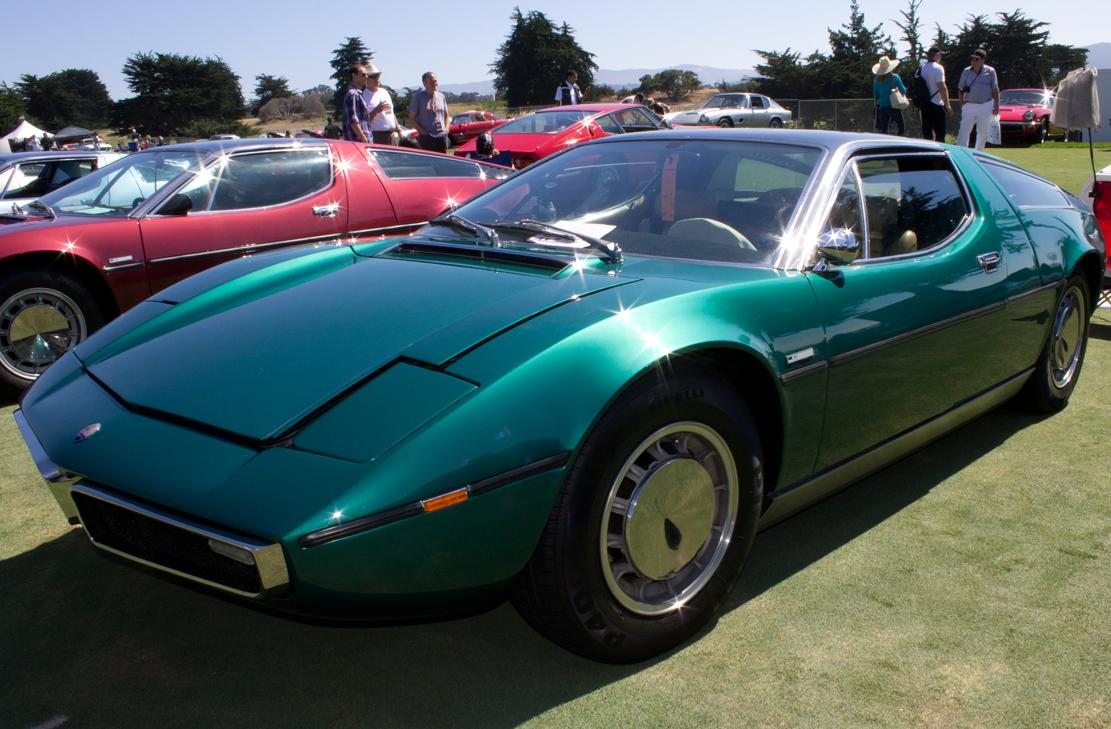
Maserati Bora
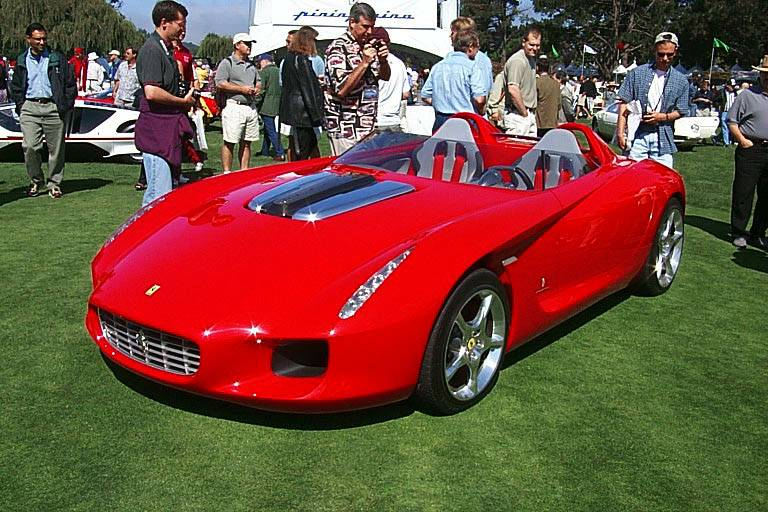
Ferrari Rossa
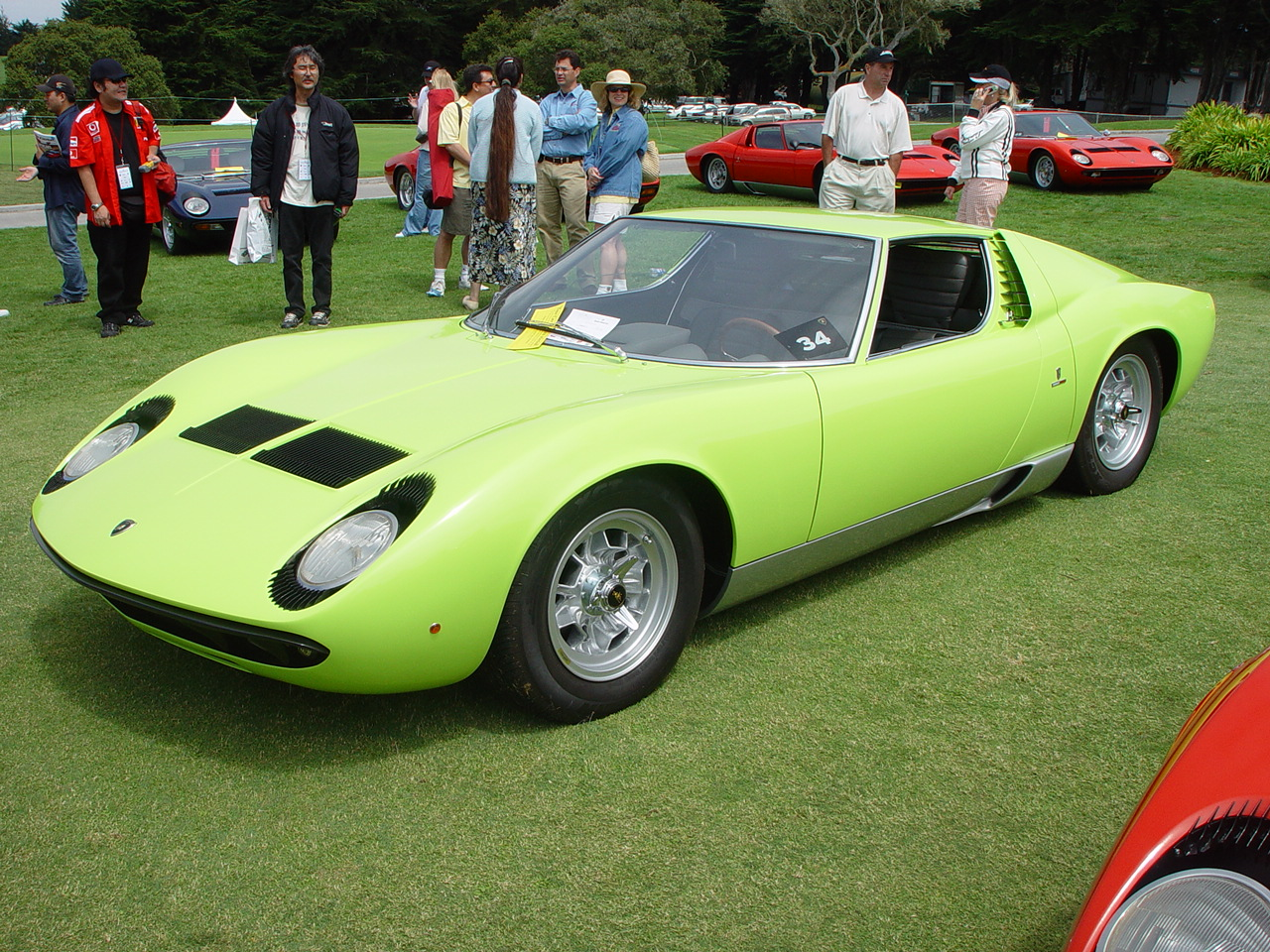
Lamborghini Miura
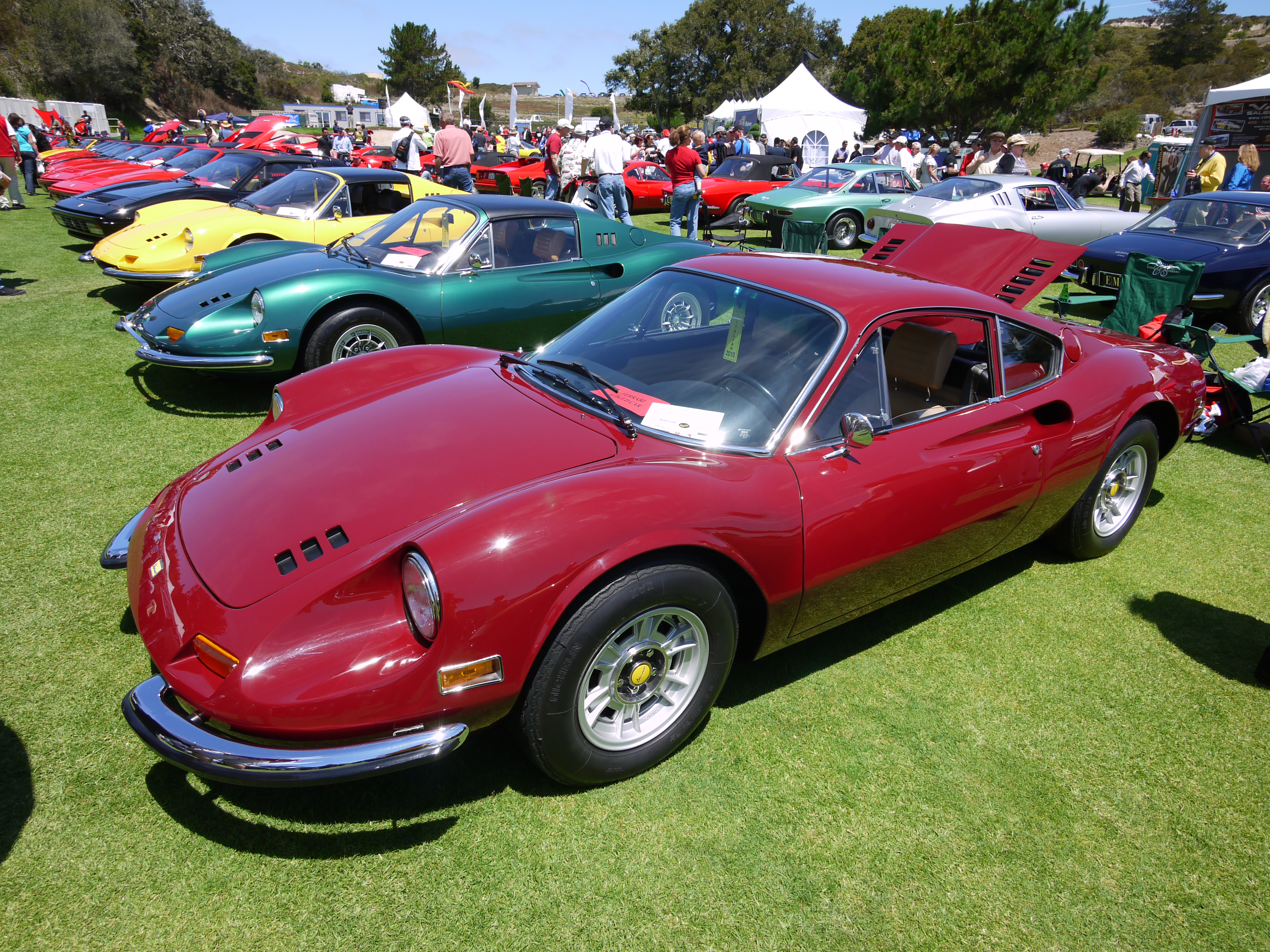
Dino 246 GT
Ferrari F40
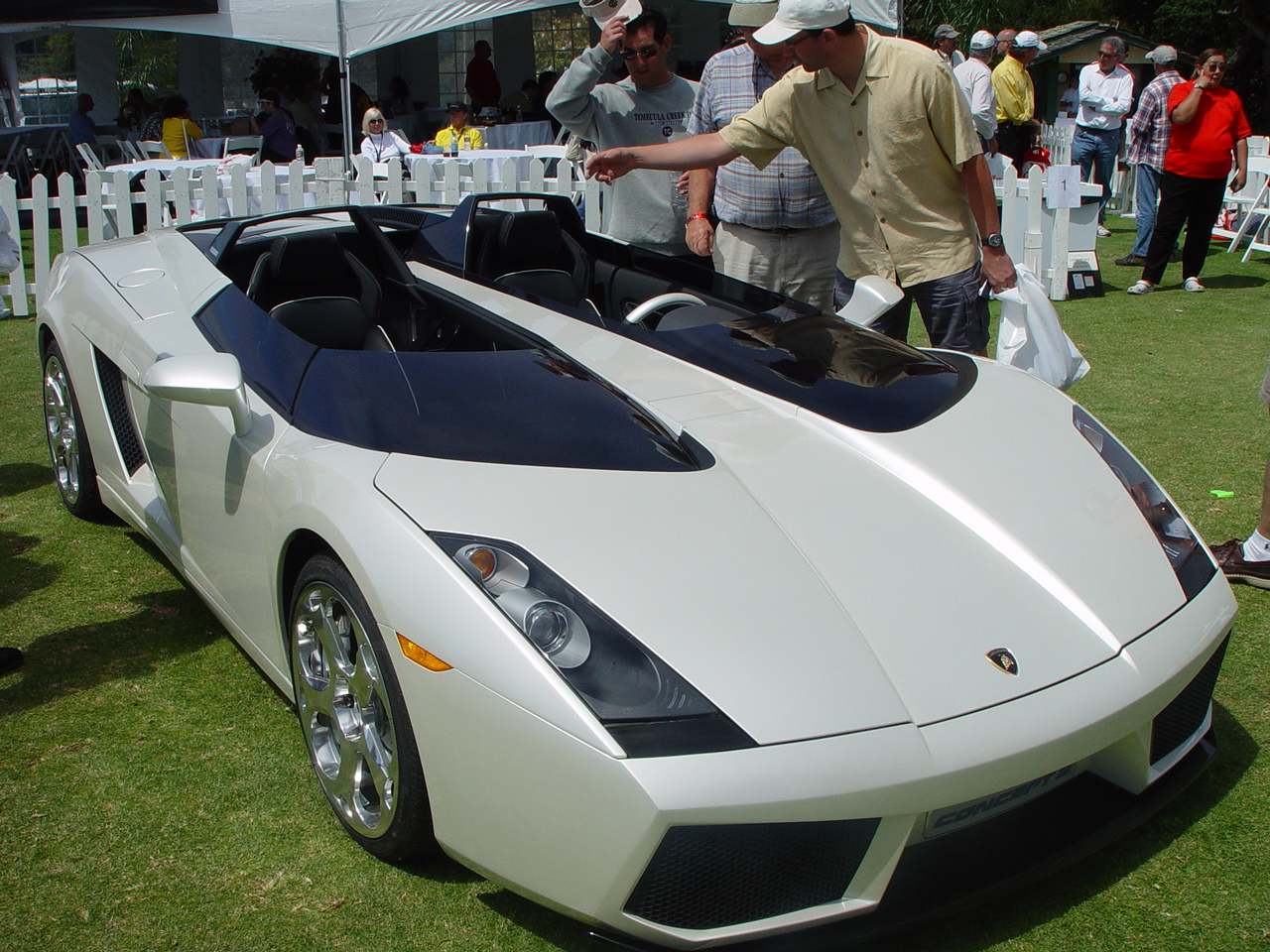
Lamborghini Concept S
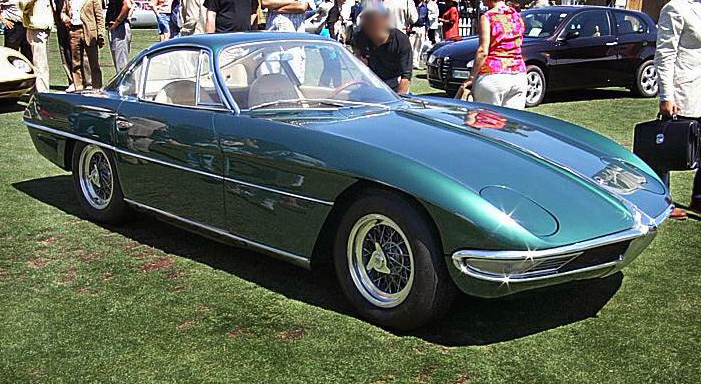
Lamborghini 350 GTV
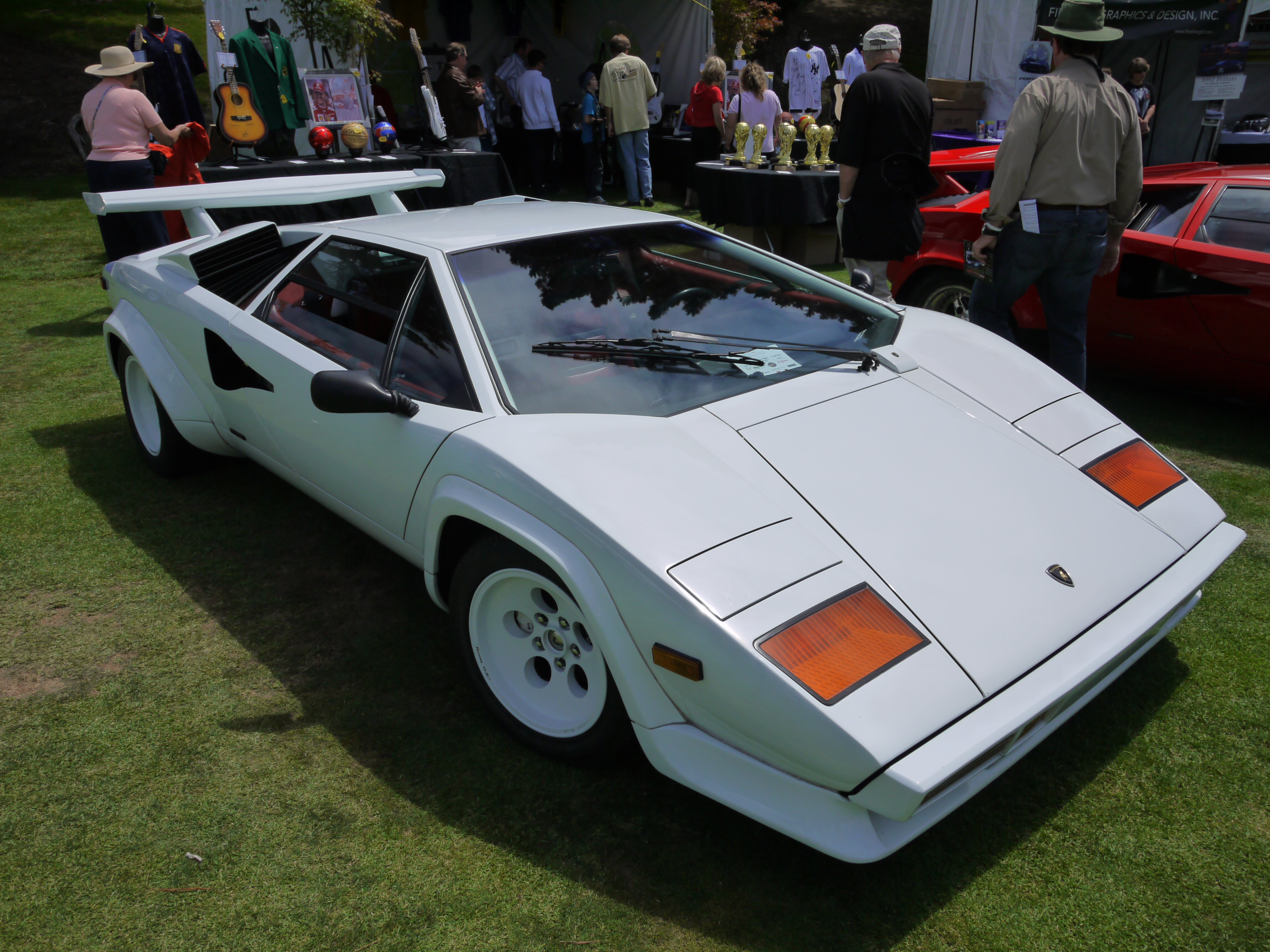
Lamborghini Countach
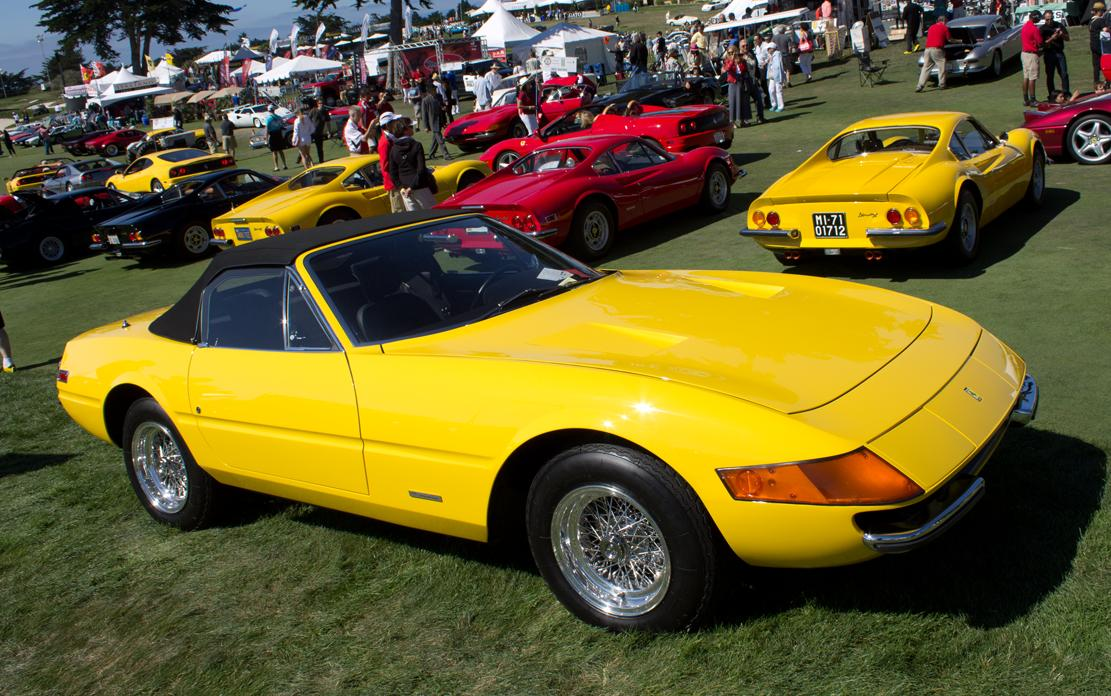
Ferrari 365 Daytona

## Quelques autres concours américains
- Concours d'élégance d'Amelia Island en Floride
- Desert Classic Concours d’Elegance de Palm Springs en Californie